# ISO 3166-2:FI
Pour un article plus général, voir ISO 3166-2.

Finlande

ISO 3166-2:FI est la nomenclature des principales subdivisions de la Finlande dans la codification ISO 3166-2.

## Mises à jour
- 2016-11-15 :	Mise à jour du code source.
- 2011-12-13 :	Réorganisation administrative, suppression d’information inutile et du nom des régions en anglais et français, mise à jour de la liste source et du code source.

## Nouvelles subdivisions

Carte des nouvelles régions de Finlande.

La finlande compte 19 régions depuis 2011. 
Les noms des nouvelles régions sont publiés en deux langues ((fi): finnois et (sv): suédois): 
| Code  | Nom de subdivision (fi) | Nom de subdivision (sv) | Nom de subdivision (fr) |
| ----- | ----------------------- | ----------------------- | ----------------------- |
| FI-01 | Ahvenanmaan maakunta    | Landskapet Åland        | Åland                   |
| FI-02 | Etelä-Karjala           | Södra Karelen           | Carélie du Sud          |
| FI-03 | Etelä-Pohjanmaa         | Södra Österbotten       | Ostrobotnie du Sud      |
| FI-04 | Etelä-Savo              | Södra Savolax           | Savonie du Sud          |
| FI-05 | Kainuu                  | Kajanaland              | Kainuu                  |
| FI-06 | Kanta-Häme              | Egentliga Tavastland    | Kanta-Häme              |
| FI-07 | Keski-Pohjanmaa         | Mellersta Österbotten   | Ostrobotnie centrale    |
| FI-08 | Keski-Suomi             | Mellersta Finland       | Finlande centrale       |
| FI-09 | Kymenlaakso             | Kymmenedalen            | Vallée de la Kymi       |
| FI-10 | Lappi                   | Lappland                | Laponie                 |
| FI-11 | Pirkanmaa               | Birkaland               | Pirkanmaa               |
| FI-12 | Pohjanmaa               | Österbotten             | Ostrobotnie             |
| FI-13 | Pohjois-Karjala         | Norra Karelen           | Carélie du Nord         |
| FI-14 | Pohjois-Pohjanmaa       | Norra Österbotten       | Ostrobotnie du Nord     |
| FI-15 | Pohjois-Savo            | Norra Savolax           | Savonie du Nord         |
| FI-16 | Päijät-Häme             | Päijänne-Tavastland     | Päijät-Häme             |
| FI-17 | Satakunta               | Satakunda               | Satakunta               |
| FI-18 | Uusimaa                 | Nyland                  | Uusimaa                 |
| FI-19 | Varsinais-Suomi         | Egentliga Finland       | Finlande du Sud-Ouest   |

## Anciennes subdivisions
La Finlande était divisée en six provinces avant 2011.
| Code  | Nom de subdivision (fr) | Nom de subdivision (fi) | Nom de subdivision (sv) |
| ----- | ----------------------- | ----------------------- | ----------------------- |
| FI-AL | Îles Åland              | Ahvenanmaan Maakunta    | Ålands län              |
| FI-ES | Finlande méridionale    | Etelä-Suomen lääni      | Södra Finlands län      |
| FI-IS | Finlande orientale      | Itä-Suomen lääni        | Östra Finlands län      |
| FI-LL | Laponie                 | Lapin lääni             | Laplands län            |
| FI-LS | Finlande occidentale    | Länsi-Suomen lääni      | Västra Finlands län     |
| FI-OL | Province d'Oulu         | Oulun lääni             | Uleåborgs län           |

## Sources
- Plateforme de consultation en ligne (OBP) > Finlande (FI) Norme: ISO 3166 — Codes pour la représentation des noms de pays et de leurs subdivisions
- Source du code : ISO/TC 46/WG 2 Secretariat
- Source de la liste : Finnish Standards Association (SFS), 1997-04-03 ; ask.com > Lands_of_Finland ;  Statoids ; uudenmaanliitto.fi